# Grace Mendes
Grace Mendes é uma actriz portuguesa, conhecida por atuar na televisão portuguesa e angolana respectivamente, famosa ao interpretar a empregada Sandra na novela Ninguém como Tu da TVI, a serviçal Marlene na série Makamba Hotel, a vilã Rosa Bittencourt na novela  Windeck da TPA2, a cabeleireira Nayr na novela Jikulumessu e a cômica Yolanda na série Maison Afrochic. 
Seu mais recente trabalho foi na novela Nazaré.

## Biografia
Com cerca de 19 anos teve a oportunidade de fazer o primeiro casting para uma peça de teatro. A encenadora foi Maria Emília Correia, uma das melhores actrizes portuguesas. No dia seguinte ela ligou e disse que tinha ganho o papel, facto que a deixou completamente surpresa.
Teve um workshop durante 4 meses para ganhar noção do que era estar em palco. Essa temporada de trabalho intensivo foi a sua grande formação para o mundo em que acabava de entrar e desde aí nunca mais parou. Esses ensaios conduziram-na à abertura da Expo com a peça ensaiada. Mal acabou a peça, convidaram-na para participar de uma novela, Ganância para a SIC, onde interpretou o papel de mulher do Francisco Nicholson, outro grande actor. Começou a levar tudo muito mais a sério e veio a fazer parte de várias telenovelas, entre elas O Olhar da Serpente, Morangos com Açúcar, O Teu Olhar e muitas outras.

## Filmografia
| Ano         | Projeto             | Papel                                                               | Notas                 | Canal    |
| 2001        | Ganância            | Mulher do Cardeal (personagem intrepertada por Francisco Nicholson) | Elenco Adicional      | SIC      |
| 2001        | Danza Café          | Ela Própria                                                         | Dançarina             | RTP1     |
| 2002        | O Olhar da Serpente | Luíza Vaz Costa                                                     | Elenco Principal      | SIC      |
| 2003        | Operação Triunfo    | Ela Própria                                                         | Jurada                | RTP1     |
| 2003        | O Teu Olhar         | Verónica                                                            | Elenco Adicional      | TVI      |
| 2004        | Morangos com Açúcar | _ _ _ _ _ _ _                                                       | Elenco Adicional      | TVI      |
| 2005        | Ninguém como Tu     | Sandra (empregada de Guida)                                         | Elenco Adicional      | TVI      |
| 2009        | Makamba Hotel       | Marlene                                                             | Elenco Principal      | TV Zimbo |
| 2013        | Windeck             | Rosa Bettencourt                                                    | Antagonista           | TPA      |
| 2014 - 2015 | Jikulumessu         | Nayr Cange                                                          | Elenco Principal      | TPA      |
| 2016        | A Impostora         | _ _ _ _ _ _ _                                                       | Elenco Adicional      | TVI      |
| 2017 - 2018 | Maison Afrochic     | Yolanda                                                             | Protagonista          | Fox      |
| 2017        | Sim, Chef!          | Zazá, a capoeira                                                    | Elenco Principal      | RTP1     |
| 2020        | Nazaré              | Isabel d’Aires                                                      | Participação Especial | SIC      |
| 2021 - 2022 | Amor Amor           | Marisa                                                              | Elenco Adicional      | SIC      |